# Omar Rodríguez Álvarez
Omar Rodríguez Álvarez (* 15. August 1975 in Monterrey, Nuevo León) ist ein ehemaliger mexikanischer Fußballspieler auf der Position eines Verteidigers.

## Leben
Seinen ersten Profivertrag erhielt Rodríguez beim CD Cruz Azul, für den er sein Debüt in der mexikanischen Profiliga in einem am 9. November 1996 ausgetragenen Heimspiel gegen den CD Veracruz gab, das torlos endete. Sein erstes Tor in der höchsten mexikanischen Spielklasse erzielte er am 4. September 1999 im Heimspiel gegen Santos Laguna zur 1:0-Führung der Cementeros in der 13. Minute. Das Spiel endete 1:1, nachdem der Nationalstürmer Jared Borgetti in der 72. Minute für den Ausgleichstreffer gesorgt hatte. Mit Cruz Azul gewann Rodríguez den Meistertitel des Torneo Invierno 1997 sowie zweimal hintereinander den CONCACAF Champions Cup.
Im Januar 2002 wechselte er zum CA Monarcas Morelia, bei dem er das komplette Jahr 2002 verbrachte und im Januar des folgenden Jahres zum CD Guadalajara, für den er während des gesamten Kalenderjahres 2003 spielte. 
Anfang 2004 wechselte er zu den Jaguares de Chiapas, in deren Reihen er seine fußballerische Laufbahn in der Saison 2005/06 beendete.

## Erfolge
- Mexikanischer Meister: Invierno 1997
- CONCACAF Champions Cup: 1996, 1997